# ناین ترک مایند
ناین ترک مایند (انگلیسی: Nine Track Mind) اولین آلبوم استودیویی چارلی پوث خواننده آمریکایی است. این آلبوم قرار بود در تاریخ ۶ نوامبر ۲۰۱۵ منتشر شود اما در ۲۹ ژانویه ۲۰۱۶ توسط آتلانتیک رکوردز منتشر شد. پوث یکی از تهیه‌کنندگان آلبوم بود.

## سوابق
پوث ابتدا در سال ۲۰۱۲ و با انتشار کاوری از آهنگ «یکی مثل تو» به خوانندگی ادل در یوتیوب، به شهرت رسید. نتیجه این کاور، دو بار حضور به عنوان مهمان در شوی الن دی‌جنرس و همچنین امضای قراردادی با شرکت ضبط موسیقی eleveneleven شد که مؤسس آن الن دی جنرس بود. در سال ۲۰۱۴ و ۲۰۱۵، پوث به همراه ویز خلیفه روی موسیقی «دوباره میبینمت» که برای سری هفت فیلم سریع و خشن نوشته شده بود و در آوریل ۲۰۱۵ اکران شد، کار می‌کرد.

## انتشار
فهرست نهایی ترک‌ها در تاریخ ۱۱ دسامبر ۲۰۱۵ اعلام شد. این فهرست نهایی شامل حذف ترک "Know Your Name" و "Hard" و جایگزینی آنها با ترک‌های "Dangerously" و "We Don't Talk Anymore" بود.

## سینگل ترک‌ها و آلبوم
ترانهٔ «ماروین گی» که در آن خواننده و ترانه‌سرای آمریکایی مگان ترینر نیز حضور داشت، در تاریخ ۱۰ فوریه ۲۰۱۵ به عنوان اولین تک‌آهنگ این آلبوم منتشر شد. «اندازه یک تماس باهات فاصله دارم» نیز به عنوان دومین تک‌آهنگ از آلبوم در تاریخ ۴ اوت ۲۰۱۵ توسط پوث معرفی شد و همراه با پیش‌خرید آلبوم در تاریخ ۲۰ اوت ۲۰۱۵ منتشر شد.

## انتقادات دریافتی
آلبوم Nine Track Mind با نقدهای منفی از سوی منتقدان موسیقی روبرو شد که به شدت از نویسندگی، تولید و عملکرد کلی پوث انتقاد کردند.